# Eoin Colfer

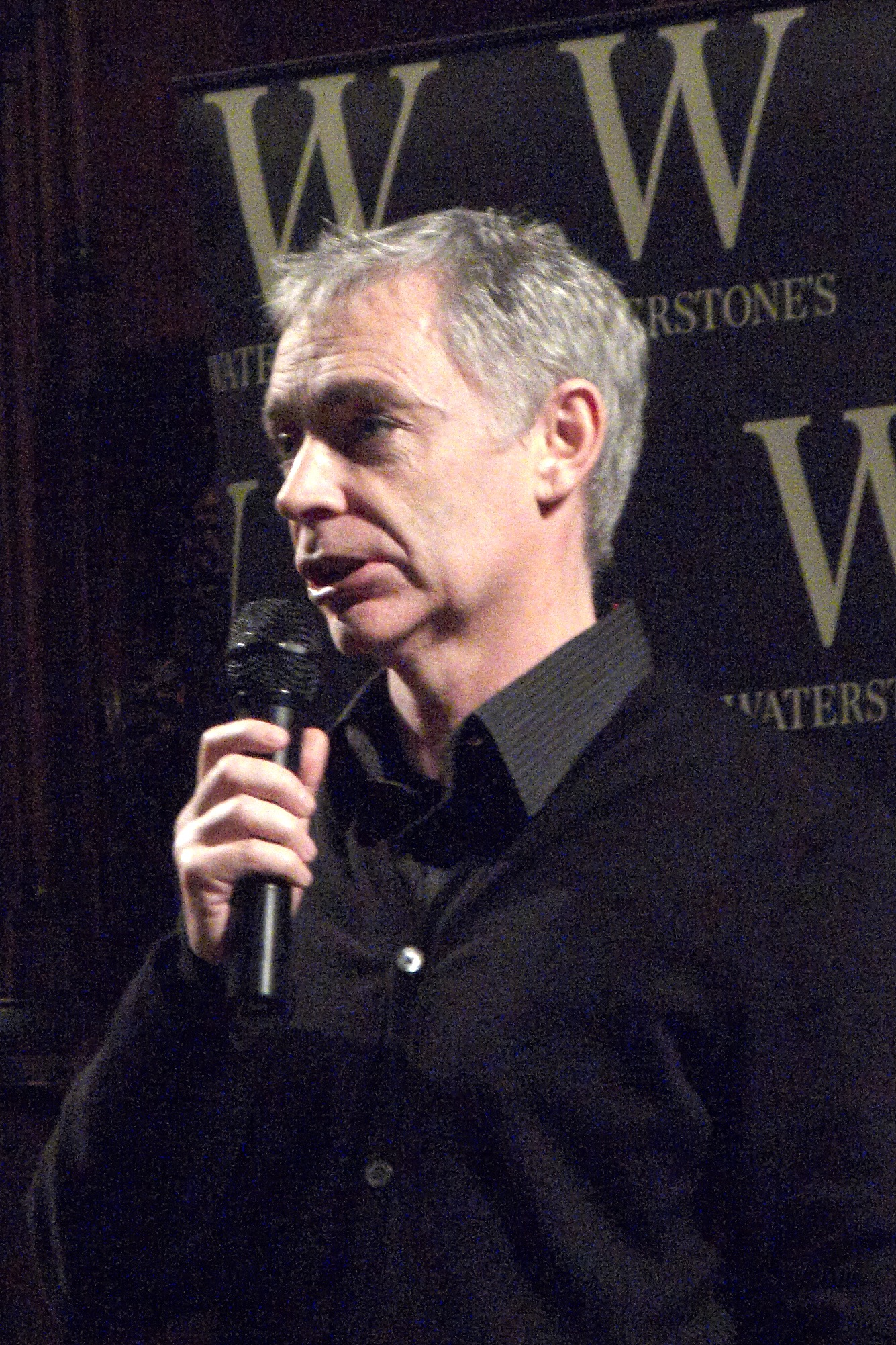
Eoin Colfer 2008

Eoin Colfer (Aussprache: [ˈoʊ.ən], „Owen“) (* 14. Mai 1965 in Wexford) ist ein irischer Lehrer, Schriftsteller und Kinder- und Jugendbuchautor.

## Leben
Eoin Colfer wurde als zweiter von fünf Brüdern an der Südost-Küste Irlands geboren, wo er die Christian Brothers Primary School besuchte. Sein Vater war Lehrer und Historiker, seine Mutter unterrichtete im Fach Drama. Schon als Kind schrieb und illustrierte er eigene Geschichten. Nach seiner Schulzeit studierte er Lehramt am „Carysfort College“ (1977 bis 1988) der National University (NUI) in Dublin. Von dort kehrte er 1986 nach Wexford zurück, wo er an der örtlichen Grundschule unterrichtete, sich am Theater engagierte und in den Nächten Geschichten schrieb. 1991 heiratete Colfer seine Jugendliebe Jackie. Mit ihr verbrachte er die Jahre 1992 bis 1996 im Ausland und unterrichtete an Schulen in Saudi-Arabien, Tunesien und Italien. Viele seiner Geschichten sind durch die Erfahrungen bei diesen Reisen inspiriert worden. Anschließend nahm er eine Stelle an der Coolcotts National School an, einer Grundschule für lernbehinderte Kinder, wo er Englisch, Mathematik, Geschichte und darstellendes Spiel unterrichtete. Colfer lebt mit seiner Ehefrau und zwei Kindern in Wexford.
Bereits Colfers erster Roman Benny and Omar (1998) wurde ein Erfolg, dem rasch eine Fortsetzung folgte. Mit Artemis Fowl (2001) begründete er seinen Ruhm und wechselte in die hauptberufliche Schriftstellerei. Die Serie wurde bisher mit über 20 Millionen Exemplaren weltweit verkauft. Seine bisherigen Bücher standen in Irland, Großbritannien und den USA an der Spitze der Bestsellerlisten. Er ist einer der erfolgreichsten zeitgenössischen Kinder- und Jugendbuchautoren Europas.
Colfers Wahlspruch lautet: „I will keep writing until people stop reading or I run out of ideas. Hopefully neither of these will happen anytime soon.“ („Ich werde weiterschreiben, bis Menschen aufhören zu lesen oder mir die Ideen ausgehen. Hoffentlich tritt keins von beidem allzubald ein.“)

## Werke und Bedeutung
International berühmt wurde Colfer mit seiner Reihe um Artemis Fowl, sodass der erste Band bereits als Comic (illustriert von Giovanni Rigano) umgesetzt und verfilmt wurde. Mit seiner Mischung aus Fantasy und Science-Fiction erschien er der Witwe von Douglas Adams als würdig genug, eine Fortsetzung von Per Anhalter durch die Galaxis zu schreiben, die Und übrigens noch was … heißt und im Jahr 2009 erschienen ist.
Colfer schreibt Krimis, Detektivgeschichten, Science-Fiction sowie Fantasy für Erwachsene, Kinder und Jugendliche. Häufig wurde Artemis Fowl mit Harry Potter verglichen, doch außer dass beide Reihen zur fantastischen Literatur gehören, haben sie nur wenig gemeinsam. Darüber hinaus schreibt er Bücher, die in der Realität angesiedelt sind. Doch auch sie weisen immer über das rein Sichtbare oder Alltägliche hinaus, indem Figuren überzeichnet dargestellt werden oder Gegenstände und Situationen einen geheimnisvollen Sinn erhalten.
Colfers Helden sind nie „glatt“ oder überwiegend gut wie in vielen anderen Kinder- und Jugendbüchern. Ganz im Gegenteil werden sie oft als schlitzohrig, durchtrieben oder sogar kriminell wie (der gleichzeitig hoch intelligente) Artemis Fowl dargestellt. Dadurch zeigt Colfer auch die negativen Seiten des Menschen und schafft facettenreiche und vielseitige Charaktere.

## Werke (Auswahl)
Artemis Fowl
Übersetzt von Claudia Feldmann
- Artemis Fowl. List, München 2001, ISBN 3-548-60320-3. (gekürzte Lesung mit Rufus Beck)
- Artemis Fowl. Hörbuch Hamburg 2019, ISBN 978-3-8449-2230-1 (ungekürzte Lesung von Robert Frank)
- Artemis Fowl – Die Verschwörung. (Originaltitel: Artemis Fowl – The Arctic Incident.) List, München 2002, ISBN 3-548-60387-4.
- Artemis Fowl – Der Geheimcode. (Originaltitel: Artemis Fowl – The Eternity Code.) List, München 2003, ISBN 3-548-60485-4.
- Artemis Fowl – Die Rache. (Originaltitel: Artemis Fowl – The Opal Deception.) List, Berlin 2005, ISBN 3-551-35815-X.
- Artemis Fowl – Die verlorene Kolonie. (Originaltitel: Artemis Fowl – The Lost Colony.) List, Berlin 2007, ISBN 978-3-551-35816-5.
- Artemis Fowl – Das Zeitparadox. (Originaltitel: Artemis Fowl – The Time Paradox.) List, Berlin 2009, ISBN 978-3-471-30012-1.
- Artemis Fowl – Der Atlantis-Komplex. (Originaltitel: Artemis Fowl – The Atlantis Complex.) List, Berlin 2011, ISBN 978-3-471-35061-4.
- Artemis Fowl – Das magische Tor. (Originaltitel: Artemis Fowl – The Last Guardian.) List, Berlin 2013, ISBN 978-3-471-35096-6.
- Die Fowl-Zwillinge und der geheimnisvolle Jäger. (Originaltitel: The Fowl Twins.) List, Berlin 2019, ISBN 978-3-471-36008-8.
- Die Fowl-Zwillinge und die große Entführung. (Originaltitel: The Fowl Twins Deny All Charges.) Ullstein, Berlin 2022, ISBN 978-3-548-06505-2.

Zusatzbücher:
- Caroline Draeger: Artemis Fowl. Das Lexikon. List, München 2002.
- Artemis Fowl – Die Akte. (Originaltitel: Artemis Fowl – The Artemis Fowl Files. übersetzt von Claudia Feldmann) List, Berlin 2006, ISBN 3-548-60780-2.

Comicreihe:
- mit Andrew Donkin: Artemis Fowl (Comic, Originaltitel: Artemis Fowl – The Graphic Novel. übersetzt von Michael Nagula) Carlsen, Hamburg 2008, ISBN 978-3-551-77660-0.
- mit Andrew Donkin: Artemis Fowl – The Arctic Incident – The Graphic Novel. Hyperion Books for Children, 2009, ISBN 978-1-4231-1402-4. (englisch)

Benny Shaw
- Benny und Omar. (Originaltitel: Benny and Omar, Übersetzt von Ute Mihr), Beltz und Gelberg, Weinheim / Basel 2004, ISBN 3-407-78614-X.
- Benny und Babe. (Originaltitel: Benny and Babe, Übersetzt von Ute Mihr), Beltz und Gelberg, Weinheim / Basel 2004, ISBN 3-407-78615-8.

Cosmo Hill
- Cosmo Hill – Der Supernaturalist. (Originaltitel: The Supernaturalist. übersetzt von Karl-Heinz Ebnet) Ullstein, Berlin 2008, ISBN 978-3-471-77281-2.

Comicreihe:
- mit Andrew Donkin: The Supernaturalist – The Graphic Novel. Hyperion Books for Children, 2012, ISBN 978-0-7868-4880-5. (englisch)

Per Anhalter durch die Galaxis
- Und übrigens noch was … (And Another Thing …, übersetzt von Gunnar Kwisinski, Teil 6). Heyne, München 2009, ISBN 978-3-453-40795-4.

Will and Marty-Reihe
Übersetzt von Brigitte Jakobeit
- Tim und das Geheimnis von Knolle Murphy. (Originaltitel: The Legend of Spud Murphy) Beltz und Gelberg, Weinheim / Basel 2005, ISBN 3-407-79898-9.
- Tim und das Geheimnis von Captain Crow. (Originaltitel: The Legend of Captain Crow’s Teeth) Beltz und Gelberg, Weinheim / Basel 2006, ISBN 3-407-79916-0.
- Tim und der schrecklichste Bruder der Welt. (Originaltitel: The Legend of the Worst Boy in the World) Beltz und Gelberg, Weinheim / Basel 2007, ISBN 978-3-407-79924-1.

Dan McEvoy-Reihe
- Der Tod ist ein bleibender Schaden. (Originaltitel: Plugged. übersetzt von Conny Lösch) List, Berlin 2012, ISBN 978-3-471-35073-7.
- Hinterher ist man immer tot. (Originaltitel: Srewed. übersetzt von Conny Lösch) List, Berlin 2014, ISBN 978-3-471-35103-1.

WARP-Trilogie
- WARP – Der Quantenzauberer (Originaltitel: W.A.R.P. The Reluctant Assassin übersetzt von Claudia Feldmann) Loewe, Bindlach 2014, ISBN 978-3-7855-7909-1.
- WARP – Der Klunkerfischer (Originaltitel: W.A.R.P. The Hangman’s Revolution übersetzt von Claudia Feldmann) Loewe, Bindlach 2015, ISBN 978-3-7855-7948-0.
- WARP – Die Katzenhexe (Originaltitel: W.A.R.P. The Forever Man übersetzt von Claudia Feldmann) Loewe, Bindlach 2016, ISBN 978-3-7855-8261-9.

### Sonstige Bücher
- Meg Finn und die Liste der vier Wünsche. (Originaltitel: The Wish List. übersetzt von Claudia Feldmann) List, München 2004, ISBN 3-548-60473-0.
- Fletcher Moon – Privatdetektiv. (Originaltitel: Half Moon Investigations übersetzt von Catrin Frischer) Carlsen, Hamburg 2007, ISBN 978-3-551-55491-8.
- Linda Sue Park: Klick! – Zehn Autoren erzählen einen Roman. Kapitel 3 (Originaltitel: Click: One novel ten authors) Hanser, München 2009, ISBN 978-3-446-23308-9.
- Mit Andrew Donkin, illustriert von Giovanni Rigano: Illegal – Die Geschichte einer Flucht. (Originaltitel: Illegal: A Graphic Novel Telling One Boy's Epic Journey to Europe übersetzt von Ulrich Pröfrock) Rowohlt Verlag, Reinbek bei Hamburg 2018, ISBN 978-3-499-21806-4.
- Highfire – König der Lüfte. (Originaltitel: Highfire. übersetzt von Marcel Aubron-Bülles), Heyne, München 2021, ISBN 978-3-453-32078-9.

### Hörspiele
- Artemis Fowl (in 5.1 Mehrkanaltechnik; SWR 2004, Regie: Leonhard Koppelmann)

### Hörbücher (Auswahl)
- Per Anhalter durch die Galaxis – Teil 6: Und übrigens nochwas …. Gelesen von Stefan Kaminski. 10 CDs, ca. 700 Min., Wilhelm Heyne Verlag, München 2009, ISBN 978-3-8371-0217-8.
- Artemis Fowl. Gelesen von Rufus Beck. 3 CDs, 230 Min., Hörbuch Hamburg, Hamburg 2012, ISBN 978-3-89903-372-4.
- Artemis Fowl – Die Verschwörung. Gelesen von Rufus Beck. 4 CDs, 286 Min., Hörbuch Hamburg, Hamburg 2013, ISBN 978-3-89903-585-8.
- Artemis Fowl – Der Geheimcode. Gelesen von Rufus Beck. 3 CDs, 230 Min., Hörbuch Hamburg, Hamburg 2013, ISBN 978-3-89903-586-5.
- Artemis Fowl – Die Rache. Gelesen von Rufus Beck. 5 CDs, 374 Min., Hörbuch Hamburg, Hamburg 2005, ISBN 978-3-89903-305-2.
- Artemis Fowl – Die Akte. Gelesen von Rufus Beck. 3 CDs, 222 Min., Hörbuch Hamburg, Hamburg 2006, ISBN 978-3-89903-320-5.
- Artemis Fowl – Die verlorene Kolonie. Gelesen von Rufus Beck. 6 CDs, 450 Min., Hörbuch Hamburg, Hamburg 2007, ISBN 978-3-89903-321-2.
- Artemis Fowl – Das Zeitparadox. Gelesen von Rufus Beck. 6 CDs, 476 Min., Hörbuch Hamburg, Hamburg 2009, ISBN 978-3-86742-833-0.
- Artemis Fowl – Der Atlantis-Komplex. Gelesen von Rufus Beck. 6 CDs, 462 Min., Hörbuch Hamburg, Hamburg 2011, ISBN 978-3-89903-322-9.
- Artemis Fowl – Das magische Tor. Gelesen von Rufus Beck. 5 CDs, 387 Min., Hörbuch Hamburg, Hamburg 2013, ISBN 978-3-86909-156-3.
- Der Tod ist ein bleibender Schaden. Gelesen von Peter Lohmeyer. 4 CDs, 374 Min., Hörbuch Hamburg, Hamburg 2012, ISBN 978-3-89903-351-9.
- Hinterher ist man immer tot. Gelesen von Peter Lohmeyer. 5 CDs, 375 Min., Hörbuch Hamburg, Hamburg 2014, ISBN 978-3-89903-326-7.
- WARP – Der Quantenzauberer. Gelesen von Rainer Strecker. 5 CDs, 391 Min., Silberfisch, Hamburg 2014, ISBN 978-3-86742-711-1.
- WARP – Der Klunkerfischer. Gelesen von Rainer Strecker. 5 CDs, 364 Min., Silberfisch, Hamburg 2015, ISBN 978-3-86742-731-9.

### Verfilmungen (Auswahl)

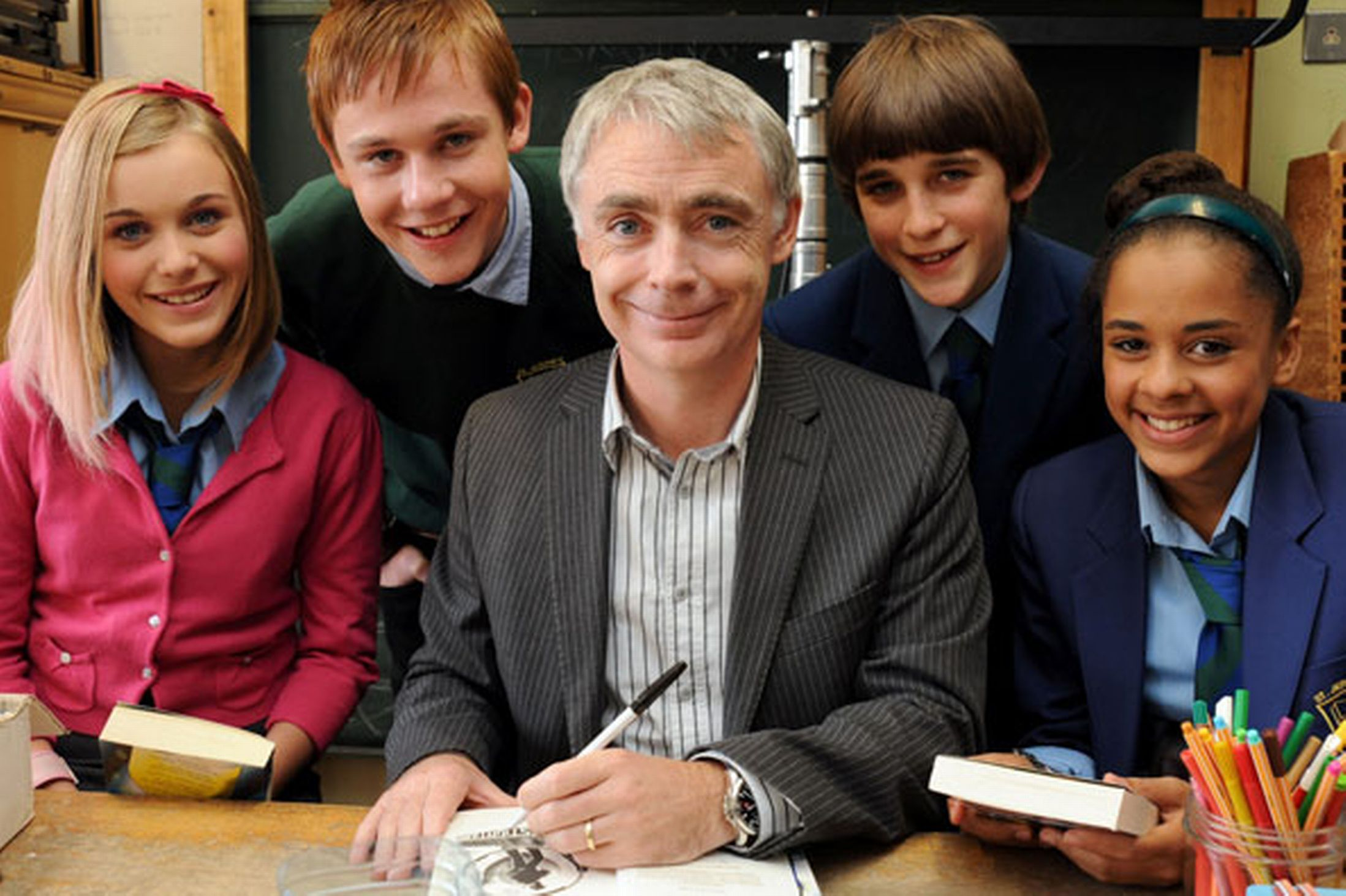
Colfer und Darsteller der Serie Half Moon Investigations

- 2009: Half Moon Investigations (Fernsehserie, 10 Folgen, Buchvorlage)
- Am 29. Juli 2013 gab Walt Disney Pictures bekannt, dass die Verfilmung der ersten beiden Folgen der Romanserie Artemis Fowl gemeinsam mit Harvey Weinstein und der Weinstein Company geplant sei. Michael Goldenberg sollte als Drehbuchautor, Robert De Niro und Jane Rosenthal sollten als Produzenten dabei sein.[5][6] Im Jahr 2020 wurde der Film, der sich nur auf den ersten Band der Romanserie bezieht, unter dem Titel Artemis Fowl veröffentlicht.

## Auszeichnungen (Auswahl)
- 2001: „British Book Awards“ in der Kategorie „Children’s Book of the Year“ und „Whitbread Children’s Book Award“ … für die Artemis-Fowl Serie.[7]
- 2004: Deutscher Bücherpreis … für Artemis Fowl – Der Geheimcode.[7]
- 2010: Independent Booksellers Book Price … für Artemis Fowl – Der Atlantis Komplex.[3][7]
- 2012: Irish Book Award … für Artemis Fowl – The Last Guardian
- 2015: Irish Book Award – Children’s Book of the Year (Junior) … für Imaginary Fred (mit Oliver Jeffers)